# Vital Signs (Beverly Hills, 90210)
Vital Signs is de dertigste aflevering van het vierde seizoen van het tienerdrama Beverly Hills, 90210, die voor het eerst werd uitgezonden op 11 mei 1994.

## Verhaal
Andrea maakt zich zorgen over haar ongeboren kind, ze krijgt regelmatig nachtmerries. Jesse probeert haar gerust te stellen maar dit helpt niet echt. Ze krijgen een second opinion en krijgen daar te horen dat het beter is als Andrea haar laat opnemen in het ziekenhuis. Dit verward Andrea maar gaat toch naar het ziekenhuis. De dokter waarschuwt haar dat het kind te vroeg geboren kan worden maar ze krijgt nu medicijnen om dat te voorkomen. Ineens krijgt ze weeën en wordt naar de verloskamer gebracht.
Brandon gaat de brochures ophalen die bij de secretaresse van hoofd Arnold. Daar komt hij tot de ontdekking dat zijn naam er niet bij staat bij de afgevaardigden. Hij vermoedt dat dit veroorzaakt is door zijn gesprek over Clare. Na vele pogingen krijgt hij eindelijk de kans om met Arnold te praten over dit. Zijn angst is ongegrond, hij mag gewoon mee.
Brenda schittert op het toneel in het stuk, vele lovende recensies volgen. Steve wil niet komen kijken omdat hij dat te vreemd vindt na het gebeuren met Laura. Brenda is hier teleurgesteld over maar bij de laatste uitvoering komt Steve toch kijken, dit tot blijdschap van Brenda.
Erica stormt de slaapkamer op waar Dylan en Kelly liggen te slapen, maakt hen wakker en vertelt dat Suzanne en Kevin naar Zuid-Amerika willen verhuizen. Dit blijkt een misverstand. Kevin wil zijn ideeën in een eigen bedrijf steken en overlegt dit met Dylan. Dylan wil dat Jim onderzoekt of hij aan investeerders kan komen om mee te helpen. Kelly is gefrustreerd dat Dylan zoveel met Erica, Suzanne en Kevin optrekt en haar op een zijspoor zet. Dit komt tot een uitbarsting en ze besluiten om het uit te maken.
Donna en David zijn op zoek naar een artiest die wil optreden op het eindejaar feest. Ze willen “Babyface” boeken, een bekende hiphop artiest. Als zij op hat kantoor van Babyface platenlabel zijn om hem te boeken, komt David een jongevrouw tegen, Ariel. Ze raken aan de praat en het blijkt dat zij ook in een band speelt en vraagt David of hij een keer komt kijken. Als David daar rondkijkt dan hoort hij dat de leden drugs gebruiken en besluit niet mee te doen.

## Rolverdeling
- Jason Priestley - Brandon Walsh
- Shannen Doherty - Brenda Walsh
- Jennie Garth - Kelly Taylor
- Ian Ziering - Steve Sanders
- Gabrielle Carteris - Andrea Zuckerman
- Luke Perry - Dylan McKay
- Brian Austin Green - David Silver
- Tori Spelling - Donna Martin
- Carol Potter - Cindy Walsh
- James Eckhouse - Jim Walsh
- Mark D. Espinoza - Jesse Vasquez
- Joe E. Tata - Nat Bussichio
- Noley Thornton - Erica McKay
- Kerrie Keane - Suzanne Steele
- David Hayward - Kevin Weaver
- Nicholas Pryor - Milton Arnold
- Jason Carter - Roy Randolph